# Izoindén
Az izoindén gyúlékony policiklusos szénhidrogén, összegképlete C9H8. Kondenzált 1,3-ciklohexadién és ciklopentadién gyűrűből áll.

## Fordítás
Ez a szócikk részben vagy egészben  az   Isoindene című angol Wikipédia-szócikk ezen változatának fordításán alapul.  Az eredeti cikk szerkesztőit annak laptörténete sorolja fel. Ez a jelzés csupán a megfogalmazás eredetét és a szerzői jogokat jelzi, nem szolgál a cikkben szereplő információk forrásmegjelöléseként.